# Car Zhi
Car Zhi (kineski 帝挚 ili 帝摯, Dì Zhì) mitski je car Kine. Znan je i kao Qingyang-shi (青陽氏), a rođen je kao Jiang Kuang’er (姜匡二) u Qinghui; sin cara Kua i carice Changyi.
On je navodno vladao od oko 2366. pr. Kr. do oko 2358. pr. Kr. Njega je naslijedio njegov polubrat Yao.